# 豊竹古靱太夫
豊竹古靱太夫（とよたけ こうつぼだゆう）は、義太夫節の太夫。

## 初代
（文政10年1月15日（1827年2月10日） - 明治11年（1878年）2月24日）本名・木村弥七。
大坂の靱に生まれ、1834年に8歳で初代豊竹靱太夫に入門、豊竹豆太夫と名乗り、のち豊竹靱小太夫、幕末に2代目靭太夫を襲名したが大坂に同時期に2代目靭太夫名乗る人物が現れを自分のほうが古いとして1870年に古靱太夫となる。
1878年2月24日芝居の「葛の葉」千秋楽の日に大道具の棟梁に暗殺される。

## 2代目
豊竹山城少掾の前名。